# Mirebel
Mirebel ist eine Ortschaft und eine Commune déléguée in der französischen Gemeinde Hauteroche mit 234 Einwohnern (Stand: 1. Januar 2018) im Département Jura in der Region Bourgogne-Franche-Comté.

## Geographie
Mirebel liegt auf 575 m, etwa 14 Kilometer östlich der Stadt Lons-le-Saunier (Luftlinie). Das Dorf erstreckt sich im Jura, im zentralen Teil des Plateau Lédonien (erstes Juraplateau), am Westfuß der Höhen der Côte de l’Heute.
Die Fläche des 16,63 km² großen ehemaligen Gemeindegebiets umfasst einen Abschnitt des französischen Juras. Der westliche Teil des Gebietes wird von der Ebene des Plateau Lédonien eingenommen, die durchschnittlich auf 560 m liegt und teils von Acker- und Wiesland, teils von Wald (Bois du Chanay und Bois des Chaumois) bestanden ist. Das Plateau besitzt keine oberirdischen Fließgewässer, weil das Niederschlagswasser im verkarsteten Untergrund versickert. Im Osten wird das Plateau durch den bewaldeten Kamm der Côte de l’Heute begrenzt, der sich hier in mehrere langgezogene Kreten untergliedert und auf dem mit 750 m die höchste Erhebung von Mirebel erreicht wird.
Nachbarorte von Mirebel sind La Marre, Bonnefontaine und Pont-du-Navoy im Norden, Montigny-sur-l’Ain im Osten, Châtillon und Verges im Süden sowie Vevy, Crançot, Baume-les-Messieurs und Granges-sur-Baume im Westen.

## Geschichte
Verschiedene Funde weisen darauf hin, dass das Gebiet von Mirebel bereits in gallorömischer Zeit besiedelt war. Mirebel wird im 12. Jahrhundert urkundlich erwähnt. Der Ortsname geht ursprünglich auf das lateinische Wort mirari (anschauen, bewundern) und das altfranzösische bel (schön) zurück. Die im Mittelalter erbaute Burg von Mirebel gehörte den Grafen von Vienne, die während langer Zeit hier residierten. Am Fuß des Burgberges entwickelte sich eine Siedlung, die 1292 Freiheitsrechte erhielt. Im 15. Jahrhundert ging die Burg an das Haus Chalon-Arlay über. Im Jahr 1479 wurden Burg und Burgflecken von Truppen des Königs Ludwig XI. zerstört. Zusammen mit der Franche-Comté gelangte Mirebel mit dem Frieden von Nimwegen 1678 an Frankreich.
Mit Wirkung vom 1. Januar 2016 wurde Mirebel mit den früheren Gemeinden Granges-sur-Baume und Crançot zur Commune nouvelle Hauteroche zusammengelegt. Die Gemeinde Mirebel gehörte zum Arrondissement Lons-le-Saunier und zum Kanton Poligny.

## Sehenswürdigkeiten
Die Pfarrkirche Saint-André wurde im 13. Jahrhundert in gotischen Stilformen erbaut und im 17. Jahrhundert umgestaltet. Auf dem Burgberg befinden sich die Ruinen der im 12. Jahrhundert errichteten mittelalterlichen Burg und nahebei auf einem Felsvorsprung die Statue Notre-Dame du Guet, von der sich ein schöner Ausblick auf die Umgebung bietet. Am Fuß des Berges steht ein Herrschaftssitz, der auf die Renaissancezeit zurückgeht und im 18. Jahrhundert modernisiert wurde.

## Bevölkerung
| Bevölkerungsentwicklung | Bevölkerungsentwicklung |
| Jahr                    | Einwohner               |
| ----------------------- | ----------------------- |
| 1962                    | 281                     |
| 1968                    | 224                     |
| 1975                    | 197                     |
| 1982                    | 193                     |
| 1990                    | 185                     |
| 1999                    | 202                     |
| 2007                    | 230                     |
| 2013                    | 247                     |
| 2018                    | 234                     |

Nachdem die Einwohnerzahl in der ersten Hälfte des 20. Jahrhunderts markant abgenommen hatte (1896 wurden noch 522 Personen gezählt), wurde seit Beginn der 1990er Jahre wieder ein leichtes Bevölkerungswachstum verzeichnet.

## Wirtschaft und Infrastruktur
Mirebel war bis weit ins 20. Jahrhundert hinein ein vorwiegend durch die Landwirtschaft und die Forstwirtschaft geprägtes Dorf. Daneben gibt es heute einige Betriebe des lokalen Kleingewerbes. Mittlerweile hat sich das Dorf auch zu einer Wohngemeinde gewandelt. Viele Erwerbstätige sind Wegpendler, die in den größeren Ortschaften der Umgebung ihrer Arbeit nachgehen.
Die Ortschaft ist verkehrstechnisch recht gut erschlossen. Sie liegt an der Hauptstraße D471, die von Lons-le-Saunier nach Champagnole führt. Weitere Straßenverbindungen bestehen mit Châtillon, Bonnefontaine und La Marre.